# 오스카르 벤트
오스카르 요아킴 벤트(스웨덴어: Oscar Joakim Wendt, 1985년 10월 24일 ~ )는 스웨덴의 전 축구 선수로, 과거 레프트백으로 활약하였다.
IFK 스쾨프데 청소년 아카데미의 산물인 벤트는 2006년 FC 코펜하겐과 계약하기 전 2003년 IFK 예테보리에서 프로 경력을 시작했다. 2011년 그는 분데스리가의 보루시아 묀헨글라트바흐에 자유 이적으로 합류했다. 독일에서 10시즌을 보낸 후 벤트는 2021년 IFK 예테보리로 돌아왔다. 2007년과 2016년 사이에 완전한 국가대표로 활약한 그는 스웨덴 국가대표팀으로 28경기에 출전했다.

## 구단 경력

### IFK 예테보리
IFK 스쾨프데에서 활약한 후, 그는 2003년 IFK 예테보리에 입단했다. 그는 스웨덴 U-21 국가대표팀에 14번 출전하고 스웨덴 국가대표팀에 소집되는 등 중요한 1군 선수가 되었다.
클럽에서의 그의 시간 동안 그는 덴마크 챔피언 코펜하겐으로 6백만 덴마크 크로네의 4년 계약으로 옮기기 전까지 91경기를 뛰었다. 그가 코펜하겐으로 떠난 후, 수비진에 큰 격차가 생겼고, 나중에 라싱 클루브에서 온 아르헨티나 수비수 호세 샤퍼가 채웠다.

### 코펜하겐
코펜하겐에서의 첫 2년 동안, 그는 처음에는 전 노르웨이 국가대표 안드레 뵈리델모와 나중에는 덴마크 국가대표 니클라스 옌센의 백업으로 1군 고정 선수가 되기 위해 고군분투했다. 하지만, 2008년, 그는 팀의 왼쪽 수비수 자리의 첫 번째 선발 선수가 되었고, 그는 18개월 만에 스웨덴 국가대표팀에 소집되었다. 그의 강력한 활약은 또한 그를 잉글랜드 클럽 웨스트햄 유나이티드와 이탈리아 클럽 제노아와 연결시켰다.
UEFA 챔피언스리그 2006-07 시즌에서 뵈리델모의 부상으로 인해, 벤트는 주전 왼쪽 수비수로 활약하였고, 셀틱과의 경기에서 팀의 3-1 승리를 거두면서, 코펜하겐의 동료 수비수 미하엘 그라바르와 함께 유로스포츠 "라운드의 팀"으로 선정되었다.

### 보루시아 묀헨글라트바흐
2011년 6월 10일, 벤트는 분데스리가의 보루시아 묀헨글라트바흐에 자유 이적하였다.

## 국가대표팀 경력
U-17, U-19, U-21에서 스웨덴을 대표했던 벤트는 2007년 1월 베네수엘라와의 친선 경기에서 스웨덴 시니어 데뷔 전을 치렀다. 분데스리가의 강력한 시즌에도 불구하고 벤트는 스웨덴의 UEFA 유로 2016 선수단의 한 자리에 배정되지 못했다. 벤트는 2017년 3월 국가대표팀에서 은퇴했는데, 스웨덴을 대표해서 총 28번을 출전했다.